# トライボックス
株式会社トライボックス（英: Tribox Inc.）は、日本の立体パズルの専門店。

## 沿革
- 2008年
  - 個人事業として長谷田貴史がtriboxを開業。
  - パズル専門店トライボックスを公開。
  - 広島県広島市で事業開始。
- 2010年 - 事業所を千葉県松戸市へ移転。
- 2012年 - 事業所を千葉県松戸市市内で移転。
- 2014年
  - 株式会社トライボックスへ組織変更し、長谷田が取締役に、中島悠が代表取締役社長に就任。
  - 事業所を千葉県松戸市市内で移転。
- 2015年 - 事業所を千葉県松戸市市内で移転。
- 2019年 - 事業所を千葉県船橋市へ移転。
- 2021年 - 店名とブランド名をトライボックスからTORIBOストアに変更[1][2]。
- 2023年 - 「tribox」を商標登録しブランド名を「tribox」に戻すと共にロゴを刷新[3]。
- 2024年 - 茨城県龍ケ崎市へ移転

## 歴代社長
- 初代社長（2008年 - 2012年）長谷田貴史
- 2代目社長（2012年 - 現職）中島悠（元世界記録保持者・2007世界大会優勝者。tribox SCTの統括も兼任）[1]

## 特徴
輸入販売の製品の品質を保持するため、不良パーツを取り除くよう検品をしており、破損や欠陥などの不都合があった場合には返品ができるシステムになっており、客からの安心感を買っている。

## 主要製品

ルービックキューブ

### ルービック系パズル
- ルービックキューブ（2x2x2 - 17x17x17）
- ピラミンクス
- メガミンクス
- スキューブ など

### ステッカー全般
- 立体パズル用のステッカー
  - 色を指定して一括購入することが可能である[6]。

## tribox SCT
tribox SCT（tribox Speed Cubing Team）は2015年に結成されたスピードキュービングチーム。中島悠（元世界記録保持者・世界大会優勝者）が統括を務めている。
- 野上碧（3x3x3日本記録保持者）
- 伏見有史（3x3x3前日本記録保持者）
- 青柳吟
- 緒方昭
- 入船朝斗
- 竹村篤人（2x2x2日本記録保持者）
- 高岡誠（5x5x5日本記録保持者）
- 藤原正人（3x3x3目隠し日本記録保持者）
- Matty Hiroto Inaba（アメリカ）
- 呉亦凡（台湾）
- 蔡岳霖（台湾）
- Amey Gaba（インド）
- Rituraj Sohoni（インド・4x4x4インド記録保持者）

### 過去在籍者
- 洲鎌星（3x3x3単発日本記録保持者）
- スン・ヒョナム（韓国・3x3x3韓国記録保持者）